# Allie Wrubel
Allie Wrubel est un parolier et compositeur américain né le 15 janvier 1905 à Middletown (Connecticut) et mort le 13 janvier 1973 à Twentynine Palms (Californie).
Il est surtout connu pour avoir obtenu avec Ray Gilbert l'Oscar de la meilleure chanson originale 1948 pour la chanson Zip-a-Dee-Doo-Dah, thème du film Mélodie du Sud.

## Filmographie
- 1946 : Mélodie du Sud
- 1948 : Mélodie Cocktail, séquence Petit Toot

## Chansons
- Gone with the Wind (1937), paroles d'Herb Magidson
- The Masquerade is Over (1939), paroles d'Herb Magidson